# Resonance
Resonance es un álbum recopilatorio de la banda británica de rock Anathema. Fue lanzado en 2001 como el primero de los dos álbumes de la banda que contienen tanto grandes éxitos como material inédito. El otro álbum de este tipo se llama Resonance II, y fue lanzado en 2002.

## Lista de canciones
| Resonance |                                               |                                               |          |  |
| N.º       | Título                                        | Escritor(es)                                  | Duración |  |
| 1.        | «Scars of the Old Stream»                     | Daniel, Darren, Duncan, John Douglas, Vincent | 1:11     |  |
| 2.        | «Everwake»                                    | Daniel, Darren, Duncan, John Douglas, Vincent | 2:40     |  |
| 3.        | «J'Fait une Promesse»                         | Daniel, Darren, Duncan, John Douglas, Vincent | 2:40     |  |
| 4.        | «Alone»                                       | Daniel, Duncan, John Douglas, Vincent         | 4:29     |  |
| 5.        | «Far Away» (acústico)                         | Duncan                                        | 5:22     |  |
| 6.        | «Eternity (Part 2)»                           | Duncan                                        | 3:12     |  |
| 7.        | «Eternity (Part 3)» (acústico)                | Duncan                                        | 5:08     |  |
| 8.        | «Better Off Dead» (versión de Bad Religion)   | Brett Gurewitz                                | 4:22     |  |
| 9.        | «One of the Few» (versión de Pink Floyd)      | Roger Waters                                  | 1:50     |  |
| 10.       | «Inner Silence»                               | Daniel                                        | 3:09     |  |
| 11.       | «Goodbye Cruel World» (versión de Pink Floyd) | Roger Waters                                  | 1:41     |  |
| 12.       | «Destiny»                                     | Duncan                                        | 2:15     |  |
| 13.       | «The Silent Enigma» (orquestada)              | Daniel, Duncan, John Douglas, Vincent         | 4:14     |  |
| 14.       | «Angelica» (en directo, Budapest 1997)        | Daniel, Duncan                                | 6:59     |  |
| 15.       | «Horses»                                      | Daniel, Darren, Duncan, John Douglas, Vincent | 1:11     |  |
| 50:23     |                                               |                                               |          |  |

| Vídeo |        |                           |          |  |
| N.º   | Título | Escritor(es)              | Duración |  |
| 1.    | «Hope» | David Gilmour, Roy Harper | 4:41     |  |

## Créditos
- Vincent Cavanagh: Dirección de arte
- Travis Smith: Arte de portada[1]